# I liga argentyńska w piłce nożnej (1911)
Mistrzem Argentyny w roku 1911 został klub Alumni AC, a wicemistrzem Argentyny klub Porteño Buenos Aires.
Nikt nie spadł. Do ligi awansował klub Estudiantes La Plata, co miało w następnym sezonie zwiększyć liczbę klubów z 9 do 10.

## Primera División

### Kolejka 1
| Data             | Mecz                        |
| ---------------- | --------------------------- |
| 30 kwietnia 1911 | Belgrano AC – Alumni AC 2:0 |

### Kolejka 2
| Data        | Mecz                                                                |
| ----------- | ------------------------------------------------------------------- |
| 7 maja 1911 | River Plate – Porteño Buenos Aires 0:0                              |
| 7 maja 1911 | Racing Club de Avellaneda – San Isidro Buenos Aires 1:1             |
| 7 maja 1911 | Quilmes Athletic Buenos Aires – Gimnasia y Esgrima Buenos Aires 2:1 |

### Kolejka 3
| Data         | Mecz                                                                  |
| ------------ | --------------------------------------------------------------------- |
| 14 maja 1911 | San Isidro Buenos Aires – Alumni AC 0:2                               |
| 14 maja 1911 | River Plate – Quilmes Athletic Buenos Aires 2:0 Prandoni, Abbatángelo |

### Kolejka 4
| Data         | Mecz                                                       |
| ------------ | ---------------------------------------------------------- |
| 21 maja 1911 | CA Estudiantes – Alumni AC 2:1                             |
| 21 maja 1911 | Belgrano AC – Quilmes Athletic Buenos Aires 2:2            |
| 21 maja 1911 | Porteño Buenos Aires – Gimnasia y Esgrima Buenos Aires 0:2 |
| 21 maja 1911 | San Isidro Buenos Aires – Racing Club de Avellaneda 1:0    |

### Kolejka 5
| Data           | Mecz                                                                          |
| -------------- | ----------------------------------------------------------------------------- |
| 4 czerwca 1911 | Quilmes Athletic Buenos Aires – Alumni AC 0:7                                 |
| 4 czerwca 1911 | Belgrano AC – Porteño Buenos Aires 1:3                                        |
| 4 czerwca 1911 | San Isidro Buenos Aires – CA Estudiantes 2:0                                  |
| 4 czerwca 1911 | River Plate – Racing Club de Avellaneda 3:1 Abbatángelo, Bergoveng, Ameal – ? |

### Kolejka 6
| Data            | Mecz                                                        |
| --------------- | ----------------------------------------------------------- |
| 11 czerwca 1911 | Alumni AC – Porteño Buenos Aires 0:2                        |
| 11 czerwca 1911 | Gimnasia y Esgrima Buenos Aires – Belgrano AC 1:2           |
| 11 czerwca 1911 | CA Estudiantes – Racing Club de Avellaneda 0:0              |
| 11 czerwca 1911 | San Isidro Buenos Aires – Quilmes Athletic Buenos Aires 1:1 |

### Kolejka 7
| Data            | Mecz                                                          |
| --------------- | ------------------------------------------------------------- |
| 18 czerwca 1911 | Belgrano AC – San Isidro Buenos Aires 3:1                     |
| 18 czerwca 1911 | Gimnasia y Esgrima Buenos Aires – River Plate 0:1 Bergoveng   |
| 18 czerwca 1911 | Racing Club de Avellaneda – Quilmes Athletic Buenos Aires 2:1 |

### Kolejka 8
| Data            | Mecz                                                                                 |
| --------------- | ------------------------------------------------------------------------------------ |
| 25 czerwca 1911 | Racing Club de Avellaneda – Alumni AC 3:1 Alberto Ohaco (2), Sayanes – Ernesto Brown |
| 25 czerwca 1911 | Porteño Buenos Aires – CA Estudiantes 1:0                                            |
| 25 czerwca 1911 | River Plate – San Isidro Buenos Aires 1:4 Chiappe k – ?, ?                           |

### Kolejka 9
| Data         | Mecz                                                          |
| ------------ | ------------------------------------------------------------- |
| 2 lipca 1911 | River Plate – Alumni AC 0:3                                   |
| 2 lipca 1911 | Belgrano AC – CA Estudiantes 2:3                              |
| 2 lipca 1911 | Gimnasia y Esgrima Buenos Aires – San Isidro Buenos Aires 1:1 |
| 2 lipca 1911 | Quilmes Athletic Buenos Aires – Porteño Buenos Aires 0:1      |

### Kolejka 10
| Data         | Mecz                                               |
| ------------ | -------------------------------------------------- |
| 9 lipca 1911 | Belgrano AC – Alumni AC 1:2                        |
| 9 lipca 1911 | CA Estudiantes – Quilmes Athletic Buenos Aires 2:2 |

### Kolejka 11
| Data          | Mecz                                                             |
| ------------- | ---------------------------------------------------------------- |
| 23 lipca 1911 | Gimnasia y Esgrima Buenos Aires – Alumni AC 1:5                  |
| 23 lipca 1911 | Quilmes Athletic Buenos Aires – River Plate 5:1 ?, ? – Bergoveng |

### Kolejka 12
| Data          | Mecz                                               |
| ------------- | -------------------------------------------------- |
| 30 lipca 1911 | Quilmes Athletic Buenos Aires – CA Estudiantes 2:2 |
| 30 lipca 1911 | Belgrano AC – River Plate 1:1 ? – Ameal            |

### Kolejka 13
| Data            | Mecz |
| --------------- | --- |
| 6 sierpnia 1911 | Alumni AC – Racing Club de Avellaneda 5:1 Arnoldo Watson Hutton (3), Juan C. Brown, Carlos Lett – Perinetti |
| 6 sierpnia 1911 | San Isidro Buenos Aires – River Plate 0:1 Prandoni                                                          |

### Kolejka 14
| Data             | Mecz                                                        |
| ---------------- | ----------------------------------------------------------- |
| 13 sierpnia 1911 | Porteño Buenos Aires – Gimnasia y Esgrima Buenos Aires 4:2  |
| 13 sierpnia 1911 | Quilmes Athletic Buenos Aires – San Isidro Buenos Aires 2:3 |

### Kolejka 15
| Data             | Mecz                                                                  |
| ---------------- | --------------------------------------------------------------------- |
| 20 sierpnia 1911 | Alumni AC – Porteño Buenos Aires 1:0                                  |
| 20 sierpnia 1911 | River Plate – Belgrano AC 3:1 Badaracco, F. Gómez, Arturo Chiappe – ? |
| 20 sierpnia 1911 | Gimnasia y Esgrima Buenos Aires – Racing Club de Avellaneda 3:1       |

### Kolejka 16
| Data             | Mecz                                                 |
| ---------------- | ---------------------------------------------------- |
| 27 sierpnia 1911 | Alumni AC – Quilmes Athletic Buenos Aires 4:1        |
| 27 sierpnia 1911 | San Isidro Buenos Aires – Belgrano AC 4:1            |
| 27 sierpnia 1911 | CA Estudiantes – Gimnasia y Esgrima Buenos Aires 2:2 |
| 27 sierpnia 1911 | Racing Club de Avellaneda – Porteño Buenos Aires 2:0 |

### Kolejka 17
| Data             | Mecz                                                              |
| ---------------- | ----------------------------------------------------------------- |
| 30 sierpnia 1911 | CA Estudiantes – Belgrano AC 1:1                                  |
| 30 sierpnia 1911 | Porteño Buenos Aires – Quilmes Athletic Buenos Aires 5:1          |
| 30 sierpnia 1911 | River Plate – Gimnasia y Esgrima Buenos Aires 1:2 Prandoni – ?, ? |

### Kolejka 18
| Data            | Mecz                                                          |
| --------------- | ------------------------------------------------------------- |
| 3 września 1911 | Alumni AC – River Plate 5:1 ?, ? – Abbatángelo                |
| 3 września 1911 | CA Estudiantes – Porteño Buenos Aires 1:1                     |
| 3 września 1911 | Belgrano AC – Racing Club de Avellaneda 1:1                   |
| 3 września 1911 | San Isidro Buenos Aires – Gimnasia y Esgrima Buenos Aires 3:1 |

### Kolejka 19
| Data            | Mecz                           |
| --------------- | ------------------------------ |
| 8 września 1911 | Alumni AC – CA Estudiantes 6:0 |

### Kolejka 20
| Data             | Mecz                                           |
| ---------------- | ---------------------------------------------- |
| 24 września 1911 | Alumni AC – San Isidro Buenos Aires 5:0        |
| 24 września 1911 | Racing Club de Avellaneda – CA Estudiantes 1:1 |

### Kolejka 21
| Data                | Mecz                                                   |
| ------------------- | ------------------------------------------------------ |
| 1 października 1911 | Racing Club de Avellaneda – Belgrano AC 3:0            |
| 1 października 1911 | Porteño Buenos Aires – River Plate 4:1 ?, ? – Prandoni |

### Kolejka 22
| Data                | Mecz                                                 |
| ------------------- | ---------------------------------------------------- |
| 8 października 1911 | Porteño Buenos Aires – Racing Club de Avellaneda 2:0 |
| 8 października 1911 | Gimnasia y Esgrima Buenos Aires – Belgrano AC 3:3    |

### Kolejka 23
| Data                 | Mecz                                                  |
| -------------------- | ----------------------------------------------------- |
| 15 października 1911 | Gimnasia y Esgrima Buenos Aires – Alumni AC 1:1       |
| 15 października 1911 | River Plate – CA Estudiantes 2:1 Bergoveng, Ameal – ? |
| 15 października 1911 | San Isidro Buenos Aires – Porteño Buenos Aires 0:0    |

### Kolejka 24
| Data                 | Mecz                                                                              |
| -------------------- | --------------------------------------------------------------------------------- |
| 29 października 1911 | Racing Club de Avellaneda – River Plate 3:3 ?, ? – Gallino s, F. Gómez, Bergoveng |

### Kolejka 25
| Data             | Mecz                                         |
| ---------------- | -------------------------------------------- |
| 1 listopada 1911 | CA Estudiantes – San Isidro Buenos Aires 3:7 |

### Kolejka 26
| Data              | Mecz                                          |
| ----------------- | --------------------------------------------- |
| 11 listopada 1911 | CA Estudiantes – River Plate 1:1 ? – F. Gómez |

### Kolejka 27
| Data              | Mecz                                                                |
| ----------------- | ------------------------------------------------------------------- |
| 12 listopada 1911 | Porteño Buenos Aires – San Isidro Buenos Aires 3:1                  |
| 12 listopada 1911 | Gimnasia y Esgrima Buenos Aires – Quilmes Athletic Buenos Aires 3:2 |

### Kolejka 28
| Data              | Mecz                                                          |
| ----------------- | ------------------------------------------------------------- |
| 19 listopada 1911 | Gimnasia y Esgrima Buenos Aires – CA Estudiantes 5:1          |
| 19 listopada 1911 | Racing Club de Avellaneda – Quilmes Athletic Buenos Aires 5:2 |
| 19 listopada 1911 | Porteño Buenos Aires – Belgrano AC walkower dla Porteño       |

### Kolejka 29
| Data              | Mecz                                                            |
| ----------------- | --------------------------------------------------------------- |
| 26 listopada 1911 | Racing Club de Avellaneda – Gimnasia y Esgrima Buenos Aires 2:0 |
| ??                | Quilmes Athletic Buenos Aires – Belgrano AC 0:2                 |

### Końcowa tabela sezonu 1911
| Poz | Klub                            | Mecze | Zw | Rem | Por | Pkt | BrZd | BrStr |
| --- | ------------------------------- | ----- | -- | --- | --- | --- | ---- | ----- |
| 1   | Alumni AC                       | 16    | 11 | 1   | 4   | 23  | 48   | 15    |
| 2   | Porteño Buenos Aires            | 16    | 10 | 3   | 3   | 23  | 26   | 12    |
| 3   | San Isidro Buenos Aires         | 16    | 7  | 4   | 5   | 18  | 29   | 25    |
| 4   | Racing Club de Avellaneda       | 16    | 6  | 5   | 5   | 17  | 26   | 24    |
| 5   | River Plate                     | 16    | 6  | 4   | 6   | 16  | 22   | 31    |
| 6   | Gimnasia y Esgrima Buenos Aires | 16    | 5  | 4   | 7   | 14  | 28   | 31    |
| 7   | Belgrano AC                     | 16    | 4  | 5   | 7   | 13  | 23   | 28    |
| 8   | CA Estudiantes                  | 16    | 2  | 8   | 6   | 12  | 20   | 36    |
| 9   | Quilmes Athletic Buenos Aires   | 16    | 2  | 4   | 10  | 8   | 23   | 43    |

Wobec równej liczby punktów o tytule mistrza Argentyny zadecydował mecz barażowy pomiędzy dwoma najlepszymi klubami w tabeli.
| Data              | Mecz |
| ----------------- | --- |
| 26 listopada 1911 | Alumni AC – Porteño Buenos Aires 2:1 (1:0) mecz rozegrany został na stadionie klubu Gimnasia y Esgrima Buenos Aires Sędzia: Héctor Alfano Bramki: 1:0 Alfredo Brown 22, 2:0 E. Lett 56, 2:1 M. Genoud 84 Alumni AC: E. Bolinches – J. G. Brown, J. D. Brown, A. Peel Yates, E. Brown, J. Lawrie, V. H. Weiss, A. Brown, J. Brown, E. Lett, A. P. Watson Hutton. Club Atlético Porteño: J. J. Rithner – H. Viboud, J. Cuchi, A. Berisso, D. Bacigaluppi, O. Dastugue Duhalde (kontuzja), M. Genoud, A. Galup Lanús, A. Piaggio, A. Márquez (kontuzja), F. Debenedetti. |

Mistrzem Argentyny został klub Alumni AC.